# Copa América 2021
La Copa América 2021 è stata la 47ª edizione del massimo torneo di calcio continentale per squadre nazionali maggiori maschili organizzato dalla CONMEBOL. La manifestazione è stata organizzata dal Brasile.
Originariamente previsto tra giugno e luglio 2020, il 17 marzo 2020 il torneo è stato ufficialmente rinviato di 12 mesi dalla CONMEBOL, in modo da poter completare le coppe e i campionati nazionali della stagione 2019-2020, sospesi per la pandemia di COVID-19.
Il 23 febbraio 2021 la Federazione calcistica dell'Australia e la Federazione calcistica del Qatar hanno annunciato il loro ritiro dalla competizione a seguito della sovrapposizione con le partite restanti della seconda fase delle qualificazioni asiatiche al campionato mondiale di calcio 2022 spostate nel mese di giugno per via della pandemia di COVID-19. Il 15 marzo successivo la CONMEBOL ha ufficializzato che non avrebbe sostituito le due nazionali e ha confermato il nuovo calendario.
Il 20 maggio 2021 la CONMEBOL ha annunciato che la Colombia, che inizialmente avrebbe dovuto organizzare la manifestazione congiuntamente all'Argentina, non avrebbe ospitato il torneo a causa della crisi sociale nel Paese. Il 31 maggio successivo la confederazione sudamericana ha comunicato che neanche l'Argentina avrebbe organizzato la manifestazione a causa della pandemia di COVID-19 e che a farlo sarebbe stato il Brasile.
Il torneo è stato vinto dall'Argentina, al quindicesimo successo nella competizione, battendo in finale il Brasile, padrone di casa e detentore del trofeo, per 1-0 ed eguagliando il numero di trionfi dell'Uruguay. La stessa Argentina è tornata a detenere il trofeo dopo 28 anni dall'ultima volta e 100 anni dopo la conquista della sua prima Copa America.
Con il successo, l'Argentina ha ottenuto anche il diritto a partecipare alla Coppa dei Campioni CONMEBOL-UEFA contro la vincitrice del campionato europeo, l'Italia.

## Scelta della sede
Nel marzo 2017 è stato riportato che la CONMEBOL avrebbe proposto di giocare un'edizione della Copa América nel 2020, nell'ambito di una revisione del calendario. Dopo l'edizione del 2019 in Brasile, il torneo sarebbe stato organizzato con cadenza quadriennale a partire dal 2020, con la successiva edizione in programma quindi nel 2024 in Ecuador. L'intento era quello di uniformare il calendario della Copa América a quello del campionato europeo, che nel 2020 celebrerà il suo 60º anniversario. Secondo la stampa, gli Stati Uniti avrebbero avanzato la loro candidatura per organizzare la manifestazione, dopo aver già ospitato l'edizione del centenario nel 2016, che celebrava i 100 anni della CONMEBOL e della Copa América. Il 18 settembre 2018 il presidente della CONMEBOL Alejandro Domínguez ha confermato la volontà di revisionare il calendario della Copa América, condizionata all'approvazione della richiesta ufficiale presentata alla FIFA.
Il 26 ottobre 2018, durante la riunione del Consiglio FIFA a Kigali, in Ruanda, è stata approvata la richiesta di giocare la Copa América ogni quattro anni a partire dall'edizione del 2020. Il torneo, che si sarebbe dovuto giocare dal 12 giugno al 12 luglio 2020, le stesse date iniziali del campionato europeo 2020, viene spostato di 12 mesi per la pandemia di COVID-19.

Il logo della competizione proposto dalla candidatura di Argentina e Colombia.

Il 13 marzo 2019 la CONMEBOL ha annunciato di aver accettato la candidatura congiunta di Argentina e Colombia per organizzare l'edizione 2020, poi spostata al 2021 a causa della pandemia di COVID-19, dopo che la candidatura degli Stati Uniti era stata rigettata. L'assegnazione è stata ufficializzata il 9 aprile 2019 al Congresso della CONMEBOL a Rio de Janeiro, in Brasile.
Il 20 maggio 2021 la CONMEBOL ha annunciato che la Colombia non avrebbe ospitato il torneo a causa della crisi sociale nel Paese. Il 31 maggio successivo la confederazione sudamericana ha comunicato che neanche l'Argentina organizzerà la manifestazione a causa della pandemia di COVID-19 e che a farlo sarà il Brasile.

## Stadi
Il 1º giugno 2021 il governo del Brasile e la Federazione calcistica del Brasile (CBF) hanno annunciato che ad ospitare le manifestazione sarebbero state le città di Brasilia, Goiânia, Cuiabá e Rio de Janeiro, mentre gli stadi scelti sarebbero stati lo Stadio Maracanã, lo Stadio nazionale Mané Garrincha, l'Arena Pantanal e lo Stadio olimpico Pedro Ludovico Teixeira. Il 2 giugno successivo la CBF ha annunciato che lo Stadio olimpico Nilton Santos sarebbe stato il secondo impianto di Rio de Janeiro ad ospitare le partite del torneo. Il governo brasiliano si è impegnato a stanziare le risorse necessarie per sostenere le spese legate alla logistica e alla sicurezza del torneo CONMEBOL. Lo Stadio nazionale Mané Garrincha sarà il teatro della partita inaugurale il 13 giugno, mentre la finale si giocherà allo Stadio Maracanã il 10 luglio.
| Stadio Maracanã                 | Stadio Maracanã  | Stadio olimpico Nilton Santos | Stadio olimpico Nilton Santos |
| Capienza: 78 838                | Capienza: 78 838 | Capienza: 46 931              | Capienza: 46 931              |
|                                 |                  |                               |                               |
| Brasilia                        | Cuiabá           | Cuiabá                        | Goiânia                       |
| Stadio nazionale Mané Garrincha | Arena Pantanal   | Arena Pantanal                | Stadio Olimpico               |
| Capienza: 72 788                | Capienza: 44 000 | Capienza: 44 000              | Capienza: 13 500              |
|                                 |                  |                               |                               |

## Nazionali partecipanti
All'edizione partecipano tutte e dieci le squadre della CONMEBOL, divise in due gruppi per zone geografiche.
Nel giugno 2019 la CONMEBOL ha annunciato che il torneo sarebbe stato disputato da 12 squadre, lo stesso numero delle precedenti edizioni dal 1993 (eccezion fatta per la Copa América Centenario), con due nazionali AFC, l'Australia e il Qatar, scelte in quanto ultime due vincitrici della Coppa d'Asia.
Il 23 febbraio 2021 la Federazione calcistica dell'Australia e la Federazione calcistica del Qatar hanno annunciato il loro ritiro dalla competizione a seguito della sovrapposizione con le partite restanti della seconda fase delle qualificazioni asiatiche al campionato mondiale di calcio 2022 spostate nel mese di giugno per via della pandemia di COVID-19. La nazionale australiana avrebbe preso parte alla competizione per la prima volta, mentre per quella qatariota sarebbe stata la seconda apparizione (dopo quella del 2019).
Il 15 marzo successivo la CONMEBOL ha ufficializzato che non avrebbe sostituito le due nazionali e ha confermato il nuovo calendario; il torneo sarà quindi disputato dalle 10 squadre iscritte alla CONMEBOL, per la prima volta dall'edizione del 1991.
| N° | Nazione              | Iscrizione CONMEBOL | Iscrizione AFC | Note                                                   |
| -- | -------------------- | ------------------- | -------------- | ------------------------------------------------------ |
| 1  | Argentina            | 1916                | -              |                                                        |
| 2  | Brasile              | 1916                | -              | Nazione ospitante e detentrice della Copa América 2019 |
| 3  | Cile                 | 1916                | -              |                                                        |
| 4  | Uruguay              | 1916                | -              |                                                        |
| 5  | Paraguay             | 1921                | -              |                                                        |
| 6  | Perù                 | 1925                | -              |                                                        |
| 7  | Bolivia              | 1926                | -              |                                                        |
| 8  | Ecuador              | 1927                | -              |                                                        |
| 9  | Colombia             | 1936                | -              |                                                        |
| 10 | Venezuela            | 1952                | -              |                                                        |
| 11 | Qatar (ritirata)     | -                   | 1974           | Detentore della Coppa d'Asia 2019                      |
| 12 | Australia (ritirata) | -                   | 2006           | Vincitore della Coppa d'Asia 2015                      |

## Arbitri
Il 21 aprile 2021 la CONMEBOL ha convocato 14 arbitri, 22 assistenti arbitrali, 16 arbitri VAR e 10 tra arbitri e assistenti arbitrali di riserva. Questa edizione vedrà anche la partecipazione di una squadra di arbitri spagnoli nell'ambito di un programma di scambio rientrante nell'accordo di cooperazione tra la UEFA e la CONMEBOL.
Il 5 giugno 2021 gli uruguaiani Leodán González e Daniel Fedorczuk sono stati sostituiti dall'uruguaiano Andrés Cunha. In aggiunta, il venezuelano Juan Ernesto Soto e il colombiano Jhon Alexander León hanno preso il posto dei colombiani Nicolás Gallo e Miguel Roldán.
Successivamente, Leodán González e Daniel Fedorczuk sono stati convocati nuovamente.
| Federazione | Arbitri                          | Assistenti arbitrali                         | Arbitri VAR                                            | Arbitri di riserva | Assistenti arbitrali di riserva |
| ----------- | -------------------------------- | -------------------------------------------- | ------------------------------------------------------ | ------------------ | ------------------------------- |
| Argentina   | Néstor Pitana Patricio Loustau   | Ezequiel Brailovsky Gabriel Chade            | Mauro Vigliano Facundo Tello                           |                    | Cristian Navarro                |
| Bolivia     | Gery Vargas                      | José Antelo Edwar Saavedra                   |                                                        |                    | Ariel Guizada                   |
| Brasile     | Wilton Sampaio Raphael Claus     | Danilo Manis Bruno Pires                     | Wagner Reway Rafael Traci                              |                    | Rafael Alves                    |
| Cile        | Roberto Tobar                    | Christian Schiemann Claudio Ríos             | Julio Bascuñán Cristián Garay                          | Ángelo Hermosilla  |                                 |
| Colombia    | Wilmar Roldán Andrés Rojas       | Alexander Guzmán Jhon Alexander León         | Jhon Ospina                                            |                    | Sebastián Vela                  |
| Ecuador     | Guillermo Guerrero               | Christian Lescano Byron Romero               |                                                        | Augusto Aragón     |                                 |
| Paraguay    | Eber Aquino                      | Eduardo Cardozo Milciades Saldívar           | Derlis López Juan Gabriel Benítez                      |                    | José Cuevas                     |
| Perù        | Víctor Carrillo                  | Jonny Bossio Raúl López Cruz                 | Diego Haro                                             | Kevin Ortega       |                                 |
| Spagna      | Jesús Gil Manzano                | Diego Barbero Sevilla Ángel Nevado Rodríguez | Ricardo de Burgos Bengoetxea José Luis Munuera Montero |                    |                                 |
| Uruguay     | Esteban Ostojich Leodán González | Carlos Barreiro Martín Soppi                 | Andrés Cunha Daniel Fedorczuk                          | Andrés Matonte     |                                 |
| Venezuela   | Alexis Herrera Jesús Valenzuela  | Carlos López Jorge Urrego                    | Juan Ernesto Soto                                      |                    | Alberto Ponte                   |

## Convocazioni
Il 12 maggio 2021 il Comitato esecutivo della CONMEBOL, dopo aver indicato inizialmente il numero di 23 giocatori per squadra, ha approvato l'allargamento delle rose a 28 giocatori con l'obiettivo di limitare l'impatto di eventuali positività al SARS-CoV-2.

## Sorteggio
La divisione delle partecipanti in due gruppi, "Zona Nord" e "Zona Sud", è stata annunciata il 9 aprile 2019. Il sorteggio per la fase a gironi è avvenuto il 3 dicembre 2019 a Cartagena, in Colombia, per decidere in quali gruppi sarebbero state inserite le due nazionali inizialmente invitate come ospiti, Australia e Qatar, e il programma di entrambi i gironi. Come nazioni ospitanti, Argentina e Colombia sono state automaticamente inserite in posizione A1 e B1 rispettivamente.
| Pos | Squadra   |
| --- | --------- |
| A1  | Argentina |
| A2  | Australia |
| A3  | Bolivia   |
| A4  | Uruguay   |
| A5  | Cile      |
| A6  | Paraguay  |

| Pos | Squadra   |
| --- | --------- |
| B1  | Colombia  |
| B2  | Brasile   |
| B3  | Qatar     |
| B4  | Venezuela |
| B5  | Ecuador   |
| B6  | Perù      |

| Giornata   | Date              | Gruppo A                  | Gruppo B                  |
| ---------- | ----------------- | ------------------------- | ------------------------- |
| Giornata 1 | 13–14 giugno 2021 | A1 v A5, A2 v A4, A6 v A3 | B1 v B5, B2 v B4, B6 v B3 |
| Giornata 2 | 17–18 giugno 2021 | A1 v A4, A6 v A2, A5 v A3 | B1 v B4, B6 v B2, B5 v B3 |
| Giornata 3 | 20–21 giugno 2021 | A1 v A6, A2 v A3, A4 v A5 | B1 v B6, B2 v B3, B4 v B5 |
| Giornata 4 | 23–24 giugno 2021 | A2 v A1, A3 v A4, A5 v A6 | B2 v B1, B3 v B4, B5 v B6 |
| Giornata 5 | 27–28 giugno 2021 | A3 v A1, A5 v A2, A4 v A6 | B3 v B1, B5 v B2, B4 v B6 |

Il 2 giugno 2021, a seguito del trasferimento del torneo in Brasile, il Brasile è stato retroattivamente inserito in posizione B1, mentre l'Argentina è rimasta in posizione A1.
Gli orari sono da intendersi CEST (UTC-3), come elencati dalla CONMEBOL. Se la sede dell'incontro è collocata in un fuso orario differente, si fornisce anche l'ora locale.

## Fase a gironi

### Formula
Le prime quattro classificate di ogni gruppo avanzano alla fase ad eliminazione diretta.
Se due o più squadre dello stesso girone sono a pari punti al termine della fase a gironi, per determinare la classifica si applicano i seguenti criteri nell'ordine indicato:
- miglior differenza reti in tutte le partite del girone;
- maggior numero di gol segnati in tutte le partite del girone;
- maggior numero di punti nelle partite disputate fra le squadre in questione (scontri diretti);
- miglior differenza reti nelle partite disputate fra le squadre in questione;
- maggior numero di gol segnati nelle partite disputate fra le squadre in questione.

Se la suddetta procedura non porta a un esito, si applicano i seguenti criteri:
- migliore condotta fair play del girone, calcolata con le seguenti penalizzazioni:
  1. ogni ammonizione: un punto;
  2. ogni espulsione per doppia ammonizione: tre punti;
  3. ogni espulsione diretta: quattro punti;
- sorteggio.

### Gruppo A (Zona Sud)

#### Classifica
| Pos. | Squadra   | Pt | G | V | N | P | GF | GS | DR |
| ---- | --------- | -- | - | - | - | - | -- | -- | -- |
| 1.   | Argentina | 10 | 4 | 3 | 1 | 0 | 7  | 2  | +5 |
| 2.   | Uruguay   | 7  | 4 | 2 | 1 | 1 | 4  | 2  | +2 |
| 3.   | Paraguay  | 6  | 4 | 2 | 0 | 2 | 5  | 3  | +2 |
| 4.   | Cile      | 5  | 4 | 1 | 2 | 1 | 3  | 4  | -1 |
| 5.   | Bolivia   | 0  | 4 | 0 | 0 | 4 | 2  | 10 | -8 |

#### Risultati
| Arbitro: | Wilmar Roldán |

|           |           |            |
| Messi 33’ | Marcatori | 57’ Vargas |

| Arbitro: | Diego Haro |

|                             |           |                     |
| Kaku 62’ Á. Romero 65’, 80’ | Marcatori | 10’ (rig.) Saavedra |

| Arbitro: | Jesús Gil Manzano |

|              |           |  |
| Brereton 10’ | Marcatori |  |

| Arbitro: | Wilton Sampaio |

|               |           |  |
| Rodríguez 13’ | Marcatori |  |

| Arbitro: | Raphael Claus |

|            |           |            |
| Suárez 66’ | Marcatori | 26’ Vargas |

| Arbitro: | Jesús Valenzuela |

|           |           |  |
| Gómez 10’ | Marcatori |  |

| Arbitro: | Alexis Herrera |

|  |           |                                 |
|  | Marcatori | 40’ (aut.) Quinteros 79’ Cavani |

| Arbitro: | Wilmar Roldán |

|  |           |                                |
|  | Marcatori | 33’ Samudio 58’ (rig.) Almirón |

| Arbitro: | Raphael Claus |

|                   |           |  |
| Cavani 21’ (rig.) | Marcatori |  |

| Arbitro: | Andrés Rojas |

|              |           |                                                 |
| Saavedra 60’ | Marcatori | 6’ Gómez 33’ (rig.), 42’ Messi 65’ La. Martínez |

### Gruppo B (Zona Nord)

#### Classifica
| Pos. | Squadra   | Pt | G | V | N | P | GF | GS | DR |
| ---- | --------- | -- | - | - | - | - | -- | -- | -- |
| 1.   | Brasile   | 10 | 4 | 3 | 1 | 0 | 10 | 2  | +8 |
| 2.   | Perù      | 7  | 4 | 2 | 1 | 1 | 5  | 7  | -2 |
| 3.   | Colombia  | 4  | 4 | 1 | 1 | 2 | 3  | 4  | -1 |
| 4.   | Ecuador   | 3  | 4 | 0 | 3 | 1 | 5  | 6  | -1 |
| 5.   | Venezuela | 2  | 4 | 0 | 2 | 2 | 2  | 6  | -4 |

#### Risultati
| Arbitro: | Esteban Ostojich |

|                                                      |           |  |
| Marquinhos 23’ Neymar 64’ (rig.) Gabriel Barbosa 89’ | Marcatori |  |

| Arbitro: | Néstor Pitana |

|             |           |  |
| Cardona 42’ | Marcatori |  |

| Goiânia 17 giugno 2021, ore 18:00 UTC-3 Incontro 5 | Colombia    | 0 – 0 referto | Venezuela | Stadio olimpico Pedro Ludovico Teixeira (0 spett.)\| Arbitro: \| Eber Aquino \| |
| Arbitro:                                           | Eber Aquino |               |           |                                                                                 |

| Arbitro: | Patricio Loustau |

|                                                                  |           |  |
| Alex Sandro 12’ Neymar 68’ Éverton Ribeiro 89’ Richarlison 90+3’ | Marcatori |  |

| Arbitro: | Roberto Tobar |

|                              |           |                        |
| Castillo 51’ Hernández 90+1’ | Marcatori | 39’ Preciado 71’ Plata |

| Arbitro: | Esteban Ostojich |

|                  |           |                          |
| Borja 53’ (rig.) | Marcatori | 17’ Peña 64’ (aut.) Mina |

| Arbitro: | Jesús Gil Manzano |

|                                 |           |                           |
| Tapia 23’ (aut.) Preciado 45+3’ | Marcatori | 49’ Lapadula 54’ Carrillo |

| Arbitro: | Néstor Pitana |

|                             |           |          |
| Firmino 78’ Casemiro 90+10’ | Marcatori | 10’ Díaz |

| Arbitro: | Roberto Tobar |

|             |           |          |
| Militão 37’ | Marcatori | 53’ Mena |

| Arbitro: | Patricio Loustau |

|  |           |              |
|  | Marcatori | 48’ Carrillo |

## Fase a eliminazione diretta

### Tabellone
|  | Quarti di finale                        | Quarti di finale                        |                                     |       | Semifinali                | Semifinali                |  |  | Finale            | Finale |
|  |                                         |                                         |                                     |       |                           |                           |  |  |                   |        |
|  | 3 lug. - Goiânia                        |                                         |                                     |       |                           |                           |  |  |                   |        |
|  |                                         |                                         |                                     |       |                           |                           |  |  |                   |        |
|  | 1A. Argentina                           | 3                                       |                                     |       |                           |                           |  |  |                   |        |
|  | 1A. Argentina                           | 3                                       | 6 lug. - Brasilia                   |       |                           |                           |  |  |                   |        |
|  | 4B. Ecuador                             | 0                                       |                                     |       |                           |                           |  |  |                   |        |
|  | 4B. Ecuador                             | 0                                       | Argentina (dtr)                     | 1 (3) |                           |                           |  |  |                   |        |
|  | 3 lug. - Brasilia                       |                                         | Argentina (dtr)                     | 1 (3) |                           |                           |  |  |                   |        |
|  |                                         | Colombia                                | 1 (2)                               |       |                           |                           |  |  |                   |        |
|  | 2A. Uruguay                             | Colombia                                | 1 (2)                               | 0 (2) |                           |                           |  |  |                   |        |
|  | 2A. Uruguay                             |                                         | 10 lug. - Rio de Janeiro (Maracanã) | 0 (2) |                           |                           |  |  |                   |        |
|  | 3B. Colombia (dtr)                      | 0 (4)                                   |                                     |       |                           |                           |  |  |                   |        |
|  | 3B. Colombia (dtr)                      | 0 (4)                                   | Argentina                           | 1     |                           |                           |  |  |                   |        |
|  | 2 lug. - Rio de Janeiro (Nilton Santos) |                                         | Argentina                           | 1     |                           |                           |  |  |                   |        |
|  |                                         | Brasile                                 | 0                                   |       |                           |                           |  |  |                   |        |
|  | 1B. Brasile                             | Brasile                                 | 0                                   | 1     |                           |                           |  |  |                   |        |
|  | 1B. Brasile                             | 5 lug. - Rio de Janeiro (Nilton Santos) |                                     | 1     |                           |                           |  |  |                   |        |
|  | 4A. Cile                                | 0                                       |                                     |       |                           |                           |  |  |                   |        |
|  | 4A. Cile                                | 0                                       | Brasile                             | 1     | Finale per il terzo posto | Finale per il terzo posto |  |  |                   |        |
|  | 2 lug. - Goiânia                        |                                         | Brasile                             | 1     | Finale per il terzo posto | Finale per il terzo posto |  |  |                   |        |
|  |                                         | Perù                                    | 0                                   |       |                           |                           |  |  |                   |        |
|  | 2B. Perù (dtr)                          | Perù                                    | 0                                   | 3 (4) | Colombia                  | 3                         |  |  |                   |        |
|  | 2B. Perù (dtr)                          |                                         |                                     | 3 (4) | Colombia                  | 3                         |  |  |                   |        |
|  | 3A. Paraguay                            | 3 (3)                                   |                                     | Perù  | 2                         |                           |  |  |                   |        |
|  | 3A. Paraguay                            | 3 (3)                                   |                                     |       | 2                         |                           |  |  |                   |        |
|  |                                         |                                         |                                     |       |                           |                           |  |  | 9 lug. - Brasilia |        |
|  |                                         |                                         |                                     |       |                           |                           |  |  |                   |        |

### Quarti di finale
| Arbitro: | Esteban Ostojich |

|                                          |                      |                                                  |
| Gómez 21’ (aut.) Lapadula 40’ Yotún 80’  | Marcatori            | 11’ Gómez 54’ Alonso 90’ Ávalos                  |
| Lapadula Yotún Ormeño Tapia Cueva Trauco | Tiri di rigore 4 – 3 | Á. Romero Alonso Martínez Samudio Piris Espínola |

| Arbitro: | Patricio Loustau |

|             |           |  |
| Paquetá 46’ | Marcatori |  |

| Arbitro: | Jesús Gil Manzano |

|                            |                      |                           |
| Cavani Giménez Suárez Viña | Tiri di rigore 2 – 4 | Zapata Sánchez Mina Borja |

| Arbitro: | Wilton Sampaio |

|                                          |           |  |
| De Paul 40’ La. Martínez 84’ Messi 90+3’ | Marcatori |  |

### Semifinali
| Arbitro: | Roberto Tobar |

|             |           |  |
| Paquetá 35’ | Marcatori |  |

| Arbitro: | Jesús Valenzuela |

|                                    |                      |                                     |
| La. Martínez 7’                    | Marcatori            | 61’ Díaz                            |
| Messi De Paul Paredes La. Martínez | Tiri di rigore 3 – 2 | Cuadrado Sánchez Mina Borja Cardona |

### Incontro per il terzo posto
| Arbitro: | Raphael Claus |

|                              |           |                        |
| Cuadrado 49’ Díaz 66’, 90+4’ | Marcatori | 45’ Yotún 82’ Lapadula |

### Finale
| Arbitro: | Esteban Ostojich |

|              |           |  |
| Di María 22’ | Marcatori |  |

## Statistiche

### Classifica marcatori
4 reti
- Lionel Messi (1 rig.)

- Luis Díaz

3 reti
- Lautaro Martínez

- Gianluca Lapadula

2 reti
- Alejandro Gómez
- Erwin Saavedra (1 rig.)
- Neymar (1 rig.)
- Lucas Paquetá

- Eduardo Vargas
- Ayrton Preciado
- Ángel Rodrigo Romero
- André Carrillo

- Yoshimar Yotún
- Edinson Cavani (1 rig.)

1 rete
- Rodrigo de Paul
- Ángel Di María
- Guido Rodríguez
- Gabriel Barbosa
- Casemiro
- Roberto Firmino
- Marquinhos
- Éder Militão
- Éverton Ribeiro

- Richarlison
- Alex Sandro
- Ben Brereton
- Miguel Borja (1 rig.)
- Edwin Cardona
- Juan Cuadrado
- Ángel Mena
- Gonzalo Plata
- Miguel Almirón (1 rig.)

- Júnior Alonso
- Gabriel Ávalos
- Gustavo Gómez
- Kaku
- Braian Samudio
- Sergio Peña
- Luis Suárez
- Edson Castillo
- Ronald Hernández

Autoreti
- Jairo Quinteros (1, pro  Uruguay)
- Yerry Mina (1, pro  Perù)

- Gustavo Gómez (1, pro  Perù)
- Renato Tapia (1, pro  Ecuador)

### Record
- Gol più veloce:  Alejandro Gómez (Bolivia-Argentina, fase a gironi, 28 giugno, 6º minuto)
- Gol più lento:  Casemiro (Brasile-Colombia, fase a gironi, 23 giugno , 90+10º minuto)
- Primo gol:  Marquinhos (Brasile-Venezuela, partita inaugurale, fase a gironi, 13 giugno, 23º minuto)
- Ultimo gol:  Ángel Di María (Argentina-Brasile, finale, 11 luglio, 22º minuto)
- Miglior attacco:  Argentina e  Brasile (12 reti segnate)
- Peggior attacco:  Bolivia e  Venezuela (2 reti segnate)
- Miglior difesa:  Uruguay (2 reti subite)
- Peggior difesa:  Perù (11 reti subite)
- Miglior differenza reti nella fase a gironi:  Brasile (+8)
- Miglior differenza reti in tutto il torneo:  Argentina (+9)
- Partita con il maggior numero di gol:  Perù- Paraguay 3-3 (quarti di finale, 2 luglio, 6 gol)
- Partita con il maggior scarto di gol:  Brasile- Perù 4-0 (fase a gironi, 17 giugno, 4 gol di scarto)

## Premi
Miglior giocatore del torneo
 Neymar 
  Lionel Messi
Miglior portiere del torneo
 Emiliano Martínez
Miglior marcatore del torneo
 Luis Díaz
 Lionel Messi
Premio fair play
 Brasile
Squadra del torneo
| Portiere          | Difensori                                                 | Centrocampisti                          | Attaccanti                    |
| ----------------- | --------------------------------------------------------- | --------------------------------------- | ----------------------------- |
| Emiliano Martínez | Mauricio Isla Cristian Romero Marquinhos Pervis Estupiñán | Rodrigo de Paul Casemiro Yoshimar Yotún | Lionel Messi Neymar Luis Díaz |